# Fédération nationale des femmes de la Côte-de-l'Or
La Fédération nationale des femmes de la Côte de l'or (National Federation of Gold Coast Women, NFGCW) est une organisation de femmes de la Côte-de-l'Or, une des premières organisations de femmes du Ghana, créée par Evelyn Amarteifio en 1953. Rebaptisée Fédération ghanéenne des femmes (Ghana Federation of Women), l'organisation est dissoute en 1960 par Kwame Nkrumah, poursuivant le contrôle du gouvernement sur les organisations de femmes du Ghana.

## Histoire

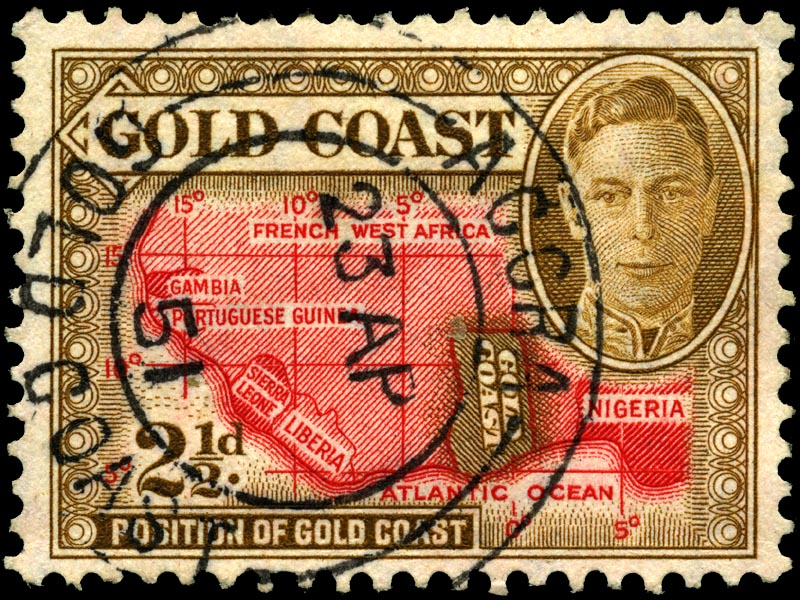
Timbre de 1948 de la Côte-de-l'Or.

En 1953, Evelyn Amarteifio, inspirée par la Fédération jamaïcaine des Femmes (en), crée une organisation similaire sur la Côte de l'or :

« Nous avions de nombreuses femmes de marché, des sociétés d'aide mutuelle, des organisations religieuses et des organisations de bienfaisance pour les femmes, mais aucun organisme central. J'ai pensé que si nous réunissions toutes les organisations, nous serions mieux à même de faire avancer les intérêts des femmes... »

Amarteifio consulte d'autres femmes leaders, dont Georgina Arden-Clarke, la directrice de l'Association des femmes d'Accra, diverses éducatrices, celles impliquées dans l'Association des guides (en) du Ghana et l'Association des femmes du marché d'Accra. En juillet-août 1953, la NFGCW est créée, avec Mercy Ffoulkes-Crabbe comme présidente et Fathia Nkrumah comme patronne.
Pour améliorer la situation des femmes, la fédération fait campagne pour la reconnaissance des mariages coutumiers par le gouvernement colonial. Elle dépose une pétition contre la discrimination en matière d'emploi, de mariage et d'héritage. En 1957, elle lance une publication trimestrielle, intitulée The Federation et plus tard The Gold Coast Woman.
D'orientation internationaliste, la NFGCW noue des contacts par le biais de la YWCA avec des organisations internationales de femmes non alignées telles que l'Union mondiale des femmes paysannes, l'Alliance internationale des femmes et la Ligue internationale des femmes pour la paix et la liberté. 
Pour garder la NFGCW politiquement non partisane, Amarteifio essaye de résister à la pression du CPP pour créer un seul groupe nationaliste de femmes contrôlé par le gouvernement. Cependant, en avril 1960, la fédération perd son indépendance et est forcée de changer son nom en Conseil national des femmes du Ghana.
Désormais financée par le gouvernement de Nkrumah, l'organisation organise une conférence des femmes d'Afrique et d'ascendance africaine au Collège universitaire d'Accra en juillet 1960. La conférence est médiatisée à l'échelle internationale, avec le soutien de St. Clair Drake (en), Dorothy Pizer (en), Era Bell Thompson (en), Shirley Graham Du Bois. Les oratrices sont Dorothy Ferebee (en), Pauli Murray et Anna Arnold Hedgeman.
Après la conférence, le gouvernement continue à vouloir centraliser et contrôler les groupes de femmes. Le 10 septembre 1960, Nkrumah  dissout officiellement l'ancienne fédération, déclarant comme seule organisation nationale de femmes autorisée le nouveau Conseil national des femmes du Ghana (National Council of Ghana Women) contrôlé par le gouvernement. Ce conseil remplace la NFGCW, la Ligue des femmes du Ghana et d'autres groupes de femmes plus petits,.